# Dzsundzsó Spectra
A Dzsundzsó Spectra (純情スペクトラ; Hepburn: Junō Supekutora, ’Naiv spektrumok’) a Zwei japán pop-rock-együttes tizenkettedik kislemeze, amely 2012. november 21-én jelent meg az Aniplex gondozásában. A dal a Robotics;Notes című népszerű animesorozat nyitó főcímdalaként is hallható volt, ami jó hatással volt a kiadvány kereskedelmi fogadtatására; a Dzsundzsó Spectra a harmincharmadik helyen nyitott az Oricon heti eladási listáján, ezzel az együttes legjobb helyezést elért kislemeze lett.

## Háttér
A Dzsundzsó Spectra a Robotics;Notes című animesorozat nyitó főcímdalaként is hallható volt, ez volt az együttes első animedala. A dalt Sikura Csijomaru, az animesorozat alapjául szolgáló visual novel írója írta, producere Ósima Kószuke. A lemezt az anime kiadója, az Aniplex jelentette meg 2012. november 21-én, aminek ez volt az első Zwei-kiadványa. A lemez két verzióban jelent meg, a korlátozott példányszámú kiadáshoz mellékelt bónusz DVD az animesorozat stáblista nélküli nyitófőcímét, illetve a dal videóklipjének rövid verzióját tartalmazza. A korlátozott példányszámú kiadás borítóján Szenomija Akiho, Kódzsiro Frau és Daitoku Dzsunna, a Robotics;Notes három szereplője, míg a normál kiadáson a 2008-ban megjelent Distance óta először az együttes tagjai szerepelnek.

## Számlista
Az összes dal szerzője Sikura Csijomaru. 
| CD (SVWC–7908/SVWC–7910) | CD (SVWC–7908/SVWC–7910)                              | CD (SVWC–7908/SVWC–7910) | CD (SVWC–7908/SVWC–7910) | CD (SVWC–7908/SVWC–7910) | CD (SVWC–7908/SVWC–7910) | CD (SVWC–7908/SVWC–7910) | CD (SVWC–7908/SVWC–7910) | CD (SVWC–7908/SVWC–7910) | CD (SVWC–7908/SVWC–7910) |
|                          | Cím                                                   | Hangszerelő              | Hossz                    |                          |                          |                          |                          |                          |                          |
| ------------------------ | ----------------------------------------------------- | ------------------------ | ------------------------ | ------------------------ | ------------------------ | ------------------------ | ------------------------ | ------------------------ | ------------------------ |
| 1.                       | Dzsundzsó Spectra (純情スペクトラ; ’Naiv spektrumok’) | Ósima Kószuke            | 4:14                     |                          |                          |                          |                          |                          |                          |
| 2.                       | Dzsundzsó Spectra (Moonbug Remix)                     | Moonbug                  | 4:59                     |                          |                          |                          |                          |                          |                          |
| 3.                       | Dzsundzsó Spectra (Pandaboy Remix)                    | Pandaboy                 | 4:41                     |                          |                          |                          |                          |                          |                          |
| 4.                       | Dzsundzsó Spectra (Anime Ver.)                        | Ósima Kószuke            | 1:34                     |                          |                          |                          |                          |                          |                          |
| 5.                       | Dzsundzsó Spectra (Karaoke Ver.)                      | Ósima Kószuke            | 4:10                     |                          |                          |                          |                          |                          |                          |
| 19:40                    |                                                       |                          |                          |                          |                          |                          |                          |                          |                          |

| 1. | Dzsundzsó Spectra „Robotics;Notes” stáblista nélküli nyitó főcímdal (純情スペクトラ「ロボティクス・ノーツ」ノンテロップOPアニメーション) |  |
| 2. | Dzsundzsó Spectra (videóklip, rövid verzió) (純情スペクトラ (PVショートver.))                                                            |  |